# Siot-Decauville
Pour les articles homonymes, voir Decauville (homonymie).
Siot-Decauville est une fonderie d'art active à la fin du XIXe siècle et au début du XXe siècle. 
Les ateliers de la fonderie Siot-Decauville se trouvaient rue Villehardouin, à Paris. La fonderie avait également un salon d'exposition d'abord situé boulevard des Italiens, puis au 24 boulevard des Capucines puis, en 1924, 63 avenue Victor-Emmanuel-III à Paris.
Ils ont édité des œuvres de Jean Baffier, Albert Bartholomé, Alfred Boucher, Jean Boucher, Antonin Carlès, Alexandre Clerget, Jules Desbois, Jean Escoula, Georges Gardet, Jean-Léon Gérôme, Jean Hugues, Jean-Antoine Injalbert, Émile Laporte, Raoul Larche, Louis Albert-Lefeuvre, Laurent Marqueste, Ernest Meissonier, Gustave Michel, Charles Valton… 

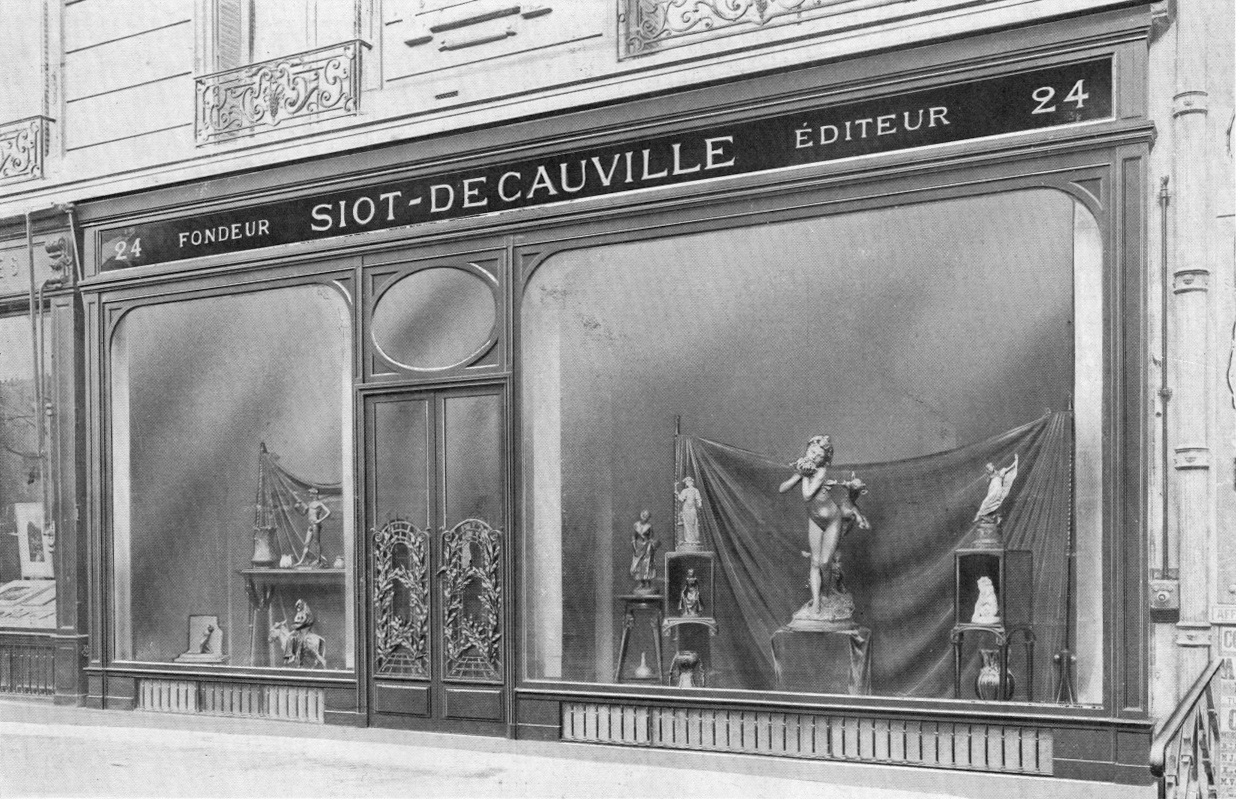
Façade du magasin Siot-Decauville au 24 boulevard des Capucines à Paris en 1909
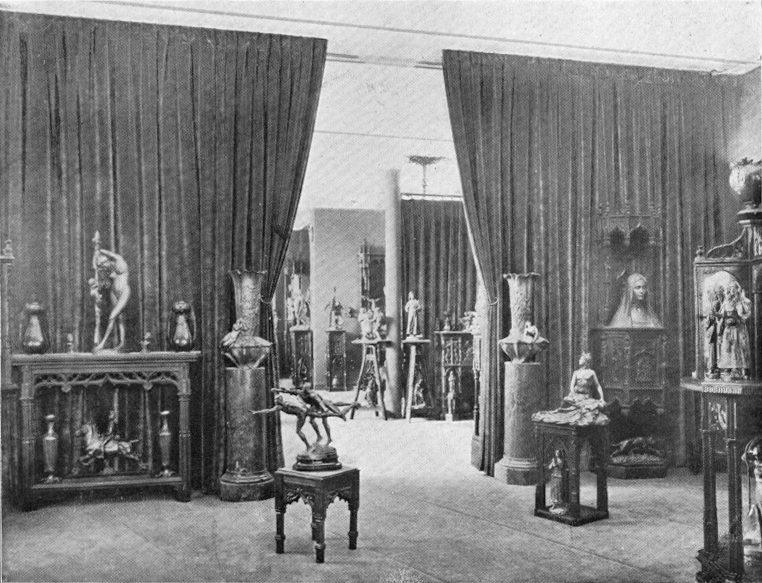
Vue des salons d'exposition du magasin du boulevard des Capucines en 1909